# TGV Express – Der schnellste Bus nach Conakry
TGV Express – Der schnellste Bus nach Conakry (Originaltitel: TGV) ist ein Spielfilm des senegalesischen Regisseurs Moussa Touré von 1997. In den Deutschschweizer Kinos startete er am 12. März 1999, in Deutschland am 29. April selben Jahres.

## Handlung
In einem klapprigen, bunt bemalten Bus, den er auf den Namen TGV getauft hat, transportiert „Rambo“ auf der Route zwischen Dakar und Conakry unterschiedlichste Passagiere, darunter ein hilfloses europäisches Ethnologen-Paar, einen Finanzminister auf der Flucht sowie einige Schafe. In satirischem Ton wird die Geschichte einer verschiedenen Hindernissen unterworfenen Reise erzählt, die für die Mitglieder der zufällig entstandenen Reisegemeinschaft zahlreiche unangenehme Momente bereithält.